# Hardcore Superstar
Hardcore Superstar — шведская глэм-метал-группа, созданная в 1997 году в городе Гётеборг. На счету группы 8 выпущенных альбомов, несколько синглов № 1 и номинаций на премию Грэмми в Швеции.
Стиль группы часто называется стрит-металом (англ. street metal). Барабанщик Эдд Андреассон объясняет значение этого термина тем, что оба стиля, которые смешивает в своём творчестве группа — трэш-метал и слиз-рок, пришли с улиц.

## История

### Начало
Hardcore Superstar были основаны в 1997 году в пригороде Гётеборга, города, где на свет появилось множество рок и метал-групп. В первый состав группы вошли вокалист Йоаким «Йоке» Берг, гитарист Томас Сильвер, басист Мартин Сэндвик и барабанщик Мика Вайнио.
До основания группы, музыканты уже успели переиграть в различных метал-группах. В конце 80-х Берг пытался играть на гитаре вместе с барабанщиком Магнусом «Эдд» Андреассоном песни Black Sabbath и King Diamond. Позже, их пути разошлись и Андреассон начал играть более тяжёлую музыку в группе Dorian Gray, а Берг стал ориентироваться на более глэмовую и переключился с гитары на вокал в группе Glamoury Foxx, в которой играл вместе с гитаристом Томасом Сильвером. Потом, пути Берга и Эдда снова пересеклись в группе Link, ориентированной на классический рок с элементами гранжа. Другими участниками Link стали гитарист Фредрик «Фидд» Йоханссон и басист Мартин Сэндвик, который позже попытался переманить Берга в свою группу Wanted. За время своего существования, Link дали несколько концертов и записали пару демок, после чего Эдд уехал в Лос-Анджелес учиться в музыкальном институте. На место Эдда группа взяла Мика Вайнио. Осенью 1997 года, группу покинул Йоханссон, хотевший развиваться в сторону психоделического и арт-рока, в то время как остальные музыканты склонялялись к простому драйвовому року.
После ухода Йоханссона, оставшиеся участники Link сменили название на Hardcore Superstar и взяли на место гитариста Томаса Сильвера, покинувшего группу Green Jesus Saviours. Благодаря связям Сильвера на лейбле Gain Productions, группе удалось включить песни «Hello/Goodbye» и «Someone Special» в сборник лейбла. Эти песни были тепло встречены слушателями и руководство лейбла поспешило заключить контракт с группой.
В начале 1998 года, группа приступила к записи альбома. Альбом, получивший название It's Only Rock'n'Roll, был выпущен в октябре 1998 года. По словам Сэндвика, вдохновением для группы служила лос-анджелесская глэм-сцена конца 80-х, в особенности L.A. Guns и Faster Pussycat. А также, в песне «Someone Special» можно услышать влияние Oasis. После выпуска альбома, группа выступила в роли разогрева на скандинавской части тура Motörhead.
К Hardcore Superstar проявил интерес британский лейбл Music for Nations, но в конце 1998 года барабанщик Мика Вайнио решил оставить группу. Сильвер позвонил Эдду Андреассон и предложил вернуться в Швецию, чтобы играть вместе. Эдд устал от жизни в Лос-Анджелесе и, меньше чем через месяц после звонка, вернулся в Швецию. Группа подписала контракт с Music for Nations, но вместо того чтобы переиздать It's Only Rock'n'Roll, на что подталкивал их лейбл, Hardcore Superstar настояли на перезаписи лучших песен и записи нескольких новых.
Весной 2000 года вышел альбом Bad Sneakers and a Piña Colada, в который вошли 7 перезаписанных песен с первого альбома, плюс 6 новых. Песни «Have You Been Around» и «Liberation» были выпущены в качестве синглов, а также был переиздан сингл «Someone Special». На все три песни были сняты видеоклипы. Для раскрутки альбома группа отправилась в тур, дав за 2000 год 169 выступлений в Европе, Японии и Канаде. В том же году они поучаствовали в интернациональном трибьют-альбоме финским глэм-панкам Hanoi Rocks 11th Street Tales с кавер-версией их песни «Don’t You Ever Leave Me», где помимо Hardcore Superstar засветились американцы Jeff Dahl & The Streetwalkin’ Cheetahs и шведы Maryslim.
В 2001 году, Hardcore Superstar выпустили сингл «Shame» и совместно со знакомой хардкор-группой LOK, записали кавер-версию песни шведской панк-группы Troublemakers «Staden Göteborg», ставшую главной темой музыкального мероприятия Popstad Göteborg и получившую большую поддержку на радио. «Staden Göteborg» была выпущена как в виде самостоятельного сингла в 2001 году, так в составе сингла Hardcore Superstar «Mother’s Love/Significant Other» в апреле 2002 года.
24 июня 2001 года, группа совместно с LOK и Megadeth открыла аншлаговый концерт AC/DC, проходивший на Гётеборгском стадионе Уллеви перед аудиторией в более чем 50 000 человек. 4 июля того же года Hardcore Superstar совместно с Gotthard снова выступили разогревом перед AC/DC на их концерте в Турине.
В сентябре 2001 года свет увидел следующий альбом Thank You (For Letting Us Be Ourselves). Записи альбома группа уделила ещё больше внимания, а наибольшее влияние на группу в тот период оказал американский хард-рок 70-х, в особенности Aerosmith. Для обогащения звучания был приглашён струнный квартет. Альбом попал на 21 место в шведском чарте альбомов, а синглы «Shame» и «Staden Göteborg» вошли в топ-10, что помогло группе расширить фан-базу и снова отправиться в тур по Европе и Японии.
Летом 2003 года группа выпускает очередной альбом No Regrets. Он сильно отличается от предшественника, звучание стало сырым, а вдохновением послужили британские панк-группы, такие как Buzzcocks, The Ruts, The Stranglers, наряду с американцами Misfits. Альбом предварял выход сингла «Honey Tongue». Вторым синглом с альбома стала песня «Still I’m Glad». На обе сингла были сняты клипы, попавшие на 3 и 11 места в шведском чарте синглов, соответственно, а сам альбом вновь оказался на 21 месте.
После тура по Европе, группа дала несколько своих первых концертов в США. Во время вечеринки в посольстве Швеции в Нью-Йорке, Томас Сильвер вступил в драку с журналистом шведского таблоида Aftonbladet Фредриком Виртаненом.
По возвращении на родину, группа решила взять первый за 6 лет перерыв, из-за чего лишилась контракта с Music for Nations.

## Состав

### Текущий состав
- Йоаким «Йоке» Берг — вокал (1997-настоящее время)
- Мартин Сэндвик — бас-гитара (1997-настоящее время)
- Вик Зино — гитара (2008-настоящее время)
- Магнус «Эдд» Андреассон — ударные (1999-настоящее время)

### Бывшие участники
- Томас Сильвер — гитара (1997—2008)
- Мика Вайнио — ударные (1997—1998)

## Дискография

### Альбомы
- It's Only Rock'n'Roll (1998)
- Bad Sneakers and a Piña Colada (2000)
- Thank You (For Letting Us Be Ourselves) (2001)
- No Regrets (2003)
- Hardcore Superstar (2005)
- Dreamin' in a Casket (2007)
- Beg for It (2009)
- Split Your Lip (2010)
- C’mon Take on Me (2013)
- HCSS (2015)
- You Can’t Kill My Rock 'N Roll (2018)
- Abrakadabra (2022)

### Сборники
- The Party Ain't Over 'Til We Say So... (2011)

### Синглы
- «Hello/Goodbye» (1998)
- «Someone Special» (1999) (переиздан в 2000 году)
- «Have You Been Around» (2000)
- «Liberation» (2000)
- «Shame» (2001)
- «Staden Göteborg» (2001) (совместно с LOK)
- «Mother’s Love/Significant Other» (2002)
- «Honey Tongue» (2003)
- «Still I’m Glad» (2003)
- «Wild Boys» (2005)
- «We Don’t Celebrate Sundays» (2006)
- «Bastards» (2007) (золотой)
- «Beg for It» (2009) (золотой[3])
- «Moonshine» (2010) (золотой)
- «One More Minute» (2012)
- «Above the Law» (2013)
- «Because of You» (2013)
- «Glue» (2014)

### DVD
- Live at Sticky Fingers (2006)
- Sweden Rock 2007 (2007) (ограниченное фан-издание)
- Loud Park Festival: Tokyo (2007) (ограниченное фан-издание)
- Inside the Casket: Documentary (2007) (выпускался только в составе CD/DVD альбома Dreamin' in a Casket)

### Видеография
- Liberation (2000)
- Have You Been Around (2000)
- Someone Special (2000)
- Shame (2001)
- Significant Other (2001)
- Staden Goteborg (w/ LOK) (2002)
- Honey Tongue (2003)
- Still I’m Glad (2003)
- Wild Boys (2005)
- We Don’t Celebrate Sundays (2005)
- My Good Reputation (2006)
- Dreamin' in a Casket (2007)
- Medicate Me (2007)
- Silence for the Peacefully (2007)
- Beg for It (2009)
- Into Debauchery (2009)
- One More Minute (2013)
- Above the Law (2013)
- C’mon Take on Me (2013)
- Because of You (2013)
- Last Call for Alcohol (Live Video) (2014)